# Jorge Amado Nunes
Jorge Amado Nunes Infrán (Berazategui, 18 de outubro de 1961) é um ex-futebolista profissional paraguaio, que atuava como meia.

## Carreira
Jorge Amado Nunes fez parte do elenco da Seleção Paraguaia de Futebol da Copa do Mundo de 1986 